# Faustina Pignatelli

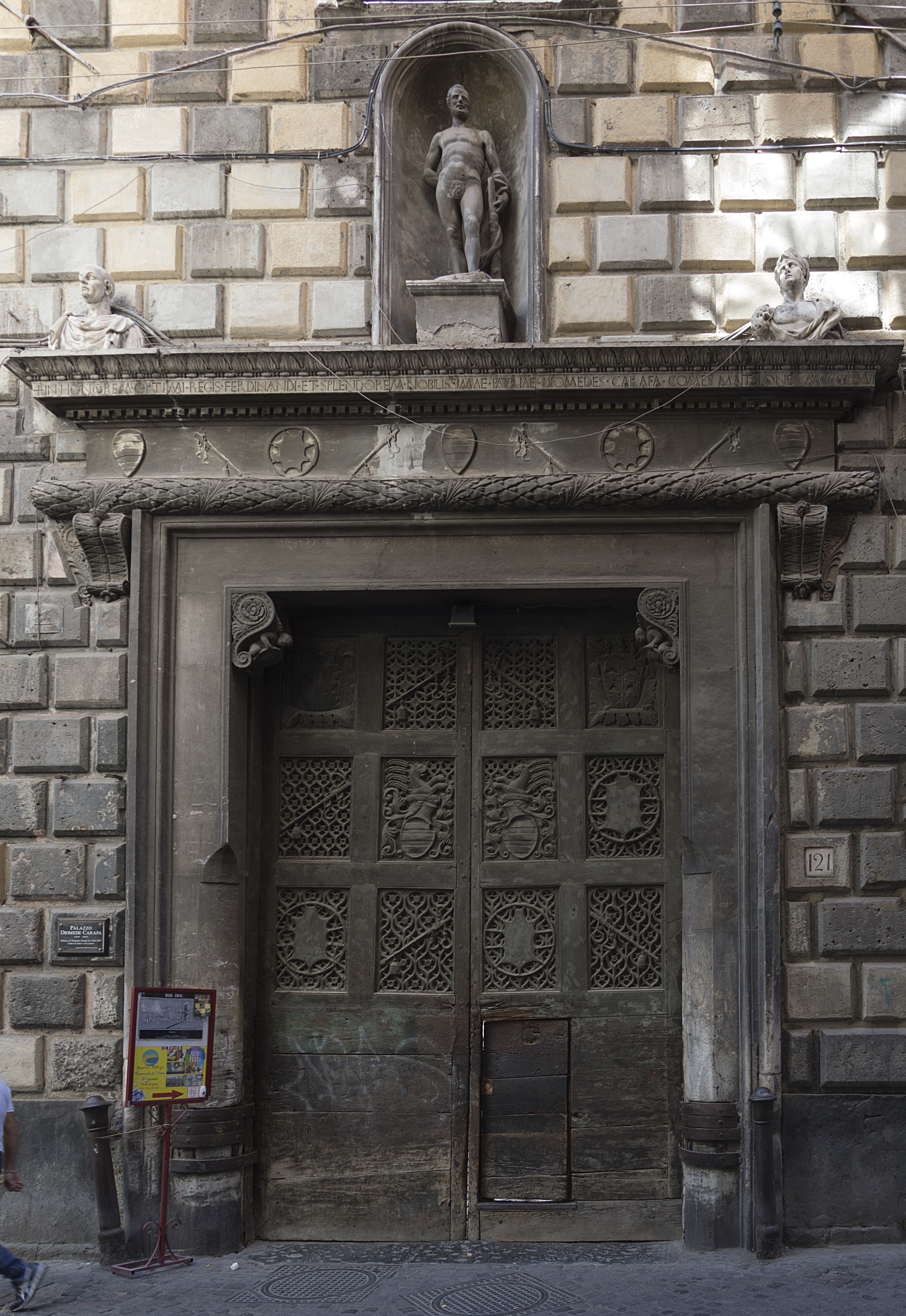
Palazzo Diomede Carafa

 Faustina Pignatelli Carafa (* 9. Dezember 1705 in Neapel, Italien; † 30. Dezember 1769 ebenda) war eine italienische Mathematikerin und Physikerin. Sie war nach Laura Bassi die zweite Frau, die 1732 in die Accademia delle Scienze dell’Istituto di Bologna gewählt wurde.

## Leben und Werk
Pignatelli war die Tochter von Michele Pignatelli und Faustina Caracciolo. 1724 heiratete sie den Dichter Domenico Francesco Carafa, Prinz von Colubrano und Sohn von Domenico und Caterina Carafa, der Herzöge von Maddaloni. Wahrscheinlich erhielt sie anlässlich der Hochzeit das Herzogtum Tolve in der Basilikata.
Über die Ausbildung von Pignatelli ist wenig bekannt. Sie war eine Schülerin des Mathematikers Nicola Di Martino, der zur Verbreitung der Newtonschen Theorien in der neapolitanischen Hauptstadt beitrug. Sie korrespondierte mit zahlreichen angesehenen Intellektuellen, wie dem Sekretär der Académie des sciences, Jean Jacques d’Ortous de Mairan, und der Übersetzerin von Newtons Principia, Émilie du Châtelet. Sie führte eine enge Korrespondenz mit Francesco Maria Zanotti, dem Sekretär der Akademie der Wissenschaften von Bologna, deren Ehrenmitglied sie 1732 wurde.
1734 veröffentlichte sie anonym einen Artikel in der deutschen wissenschaftlichen Zeitschrift Nova Acta Eruditorum, der vollständig in lateinischer Sprache veröffentlicht wurde. Pignatelli wurde von italienischen und ausländischen Wissenschaftlern und Philosophen als Animator des wichtigsten neapolitanischen Wissenschaftskreises bezeichnet, auch aufgrund des intensiven Gedankenaustauschs, den sie mit der Akademie der Wissenschaften von Paris betrieb.
Als vielseitige Gelehrte beschäftigte sie sich auch mit Poesie und gründete 1728 zusammen mit ihrem Mann die Accademia del Monte Capraio in Formicola bei Capua. 1731 zog sie in das Kloster Regina Coeli, wo sich bereits ihre Tochter Caterina befand. Schwerkrank verließ sie 1739 das Kloster und wurde wieder im Palazzo Diomede Carafa aufgenommen. Dieser im 15. Jahrhundert erbaute Palast war im Besitz der Familie Carafa von Columbranno und nach dem Tod von Pignatelli 1785 verfiel der Palast, bis er 1815 in ein Museum mit archäologischen Sammlungen umgewandelt wurde.
Sie war Dame des Sternkreuzorden, seit dem 3. Mai 1732.

## Veröffentlichungen
- [Faustina Pignatelli], Problemata mathematica Neapoli ad Collectores Actorum Eruditorum transmissa, in: Nova acta eruditorum, Lipsiae, prostant apud Jo. Frid. Gleditschii B. fil. et Jo. Christianum Martini, typis Bernhardi Christoph. Breitkopfii, 1734, pp. 28–34.